# NGC 7155
NGC 7155 = IC 5143 ist eine linsenförmige Galaxie vom Hubble-Typ SB0 im Sternbild Indianer am Südsternhimmel. Sie ist schätzungsweise 87 Millionen Lichtjahre von der Milchstraße entfernt.
Das Objekt wurde am 30. September 1834 von John Herschel entdeckt.